# Luca Armbruster
Luca Nik Armbruster (Essen, 5 de noviembre de 2001) es un deportista alemán que compite en natación, especialista en el estilo mariposa. Ganó una medalla de plata en el Campeonato Europeo de Natación de 2024, en la prueba de 4 × 100 m estilos mixto.

## Palmarés internacional
| Campeonato Europeo | Campeonato Europeo | Campeonato Europeo | Campeonato Europeo      |
| Año                | Lugar              | Medalla            | Prueba                  |
| ------------------ | ------------------ | ------------------ | ----------------------- |
| 2024               | Belgrado (Serbia)  | Medalla de plata   | 4 × 100 m estilos mixto |